# Lion-sur-Mer
 Lion-sur-Mer  es una población y comuna francesa, situada en la región de Normandía, departamento de Calvados, en el distrito de Caen y cantón de Douvres-la-Délivrande.

## Demografía
| 1531 | 1613 | 1748 | 1823 | 2086 | 2401 |
| Para los censos de 1962 a 1999 la población legal corresponde a la población sin duplicidades (Fuente: INSEE [Consultar]) |      |      |      |      |      |